# Sada Nahimana
Sada Nahimana, née le 21 avril 2001 au Burundi, est une joueuse de tennis burundaise, professionnelle depuis 2019.

## Biographie
Fille d'un professeur de tennis, Sada Nahimana est la sœur d'Hassan Ndayishimiye, premier joueur de tennis burundais à évoluer sur le circuit professionnel. Elle commence à jouer au tennis à 8 ans au club de l'Entente Sportive de Bujumbura. Elle s'entraîne entre 2013 et 2018 à l'ITF African Development Centre à Casablanca, au Maroc avant de rejoindre la Mouratoglou Tennis Academy en 2020.

## Carrière

### Parcours junior
Active sur le circuit ITF Junior à partir de 2014, elle atteint en juillet 2019 la 12e place mondiale. Elle réalise cette année-là ses meilleurs résultats avec une finale au Grade A de Milan et un titre au Grade 1 de Nottingham. Elle est aussi sacrée championne d'Afrique junior à Marrakech après avoir perdue en finale l'année précédente.
Première Burundaise à participer aux grands tournois internationaux après sa qualification pour l'US Open 2017, elle atteint ensuite les quarts de finale en double à l'Open d'Australie et à Roland-Garros en 2019. Elle dispute aussi les Jeux olympiques de la jeunesse en 2018 à Buenos Aires où elle s'incline au deuxième tour en simple contre Clara Burel.

### Carrière professionnelle
Elle participe à son premier tournoi WTA à l'occasion du tournoi de Rabat en 2018 pour lequel elle reçoit une invitation en double. En 2019, sur le circuit ITF, elle dispute deux finales à Nairobi puis remporte un tournoi à Lagos, avant d'atteindre une nouvelle finale à Monastir. Entre 2020 et 2021, elle fréquente brièvement l'Université de Caroline du Nord à Chapel Hill. En 2021, elle remporte un second titre ITF à Antalya.
En 2022, elle atteint la finale à Přerov (60 000 $). La même année, elle élimine l'ex top 10, Kristina Mladenovic au tournoi ITF d'Olomouc où elle parvient en demi-finale, tout en remportant le double. En 2023, elle dispute une finale à domicile à Bujumbura contre la Française Alice Robbe. Elle est aussi demi-finaliste à Wroclaw et à Nairobi.
En 2024, après un début d'année compliqué, elle se rend à Hammamet en avril et parvient en finale. Elle joue une autre finale à Collonge-Bellerive en septembre puis enchaîne en remportant le titre à Slobozia (50 000 $) en battant Dejana Radanovic.
Au printemps 2025, elle remporte coup sur coup les deux étapes du circuit ITF disputées à Bujumbura. Le mois suivant, elle se qualifie puis atteint les huitièmes de finale du tournoi WTA de Rabat, ce qui lui permet d'améliorer son meilleur classement.
Alors qu'elle a son meilleur classement de sa carrière, elle échoue en qualifications à Hambourg. Elle est finalement lucky loser mais s'incline au premier tour du tableau principal contre Arantxa Rus.

## Parcours en Grand Chelem

### En simple dames
| Année | Open d'Australie | Open d'Australie | Internationaux de France | Internationaux de France | Wimbledon | Wimbledon | US Open | US Open       |
| ----- | ---------------- | ---------------- | ------------------------ | ------------------------ | --------- | --------- | ------- | ------------- |
| 2025  | —                | —                | —                        | —                        | —         | —         | Q1      | Manon Léonard |

N.B. : à droite du résultat se trouve le nom de l'ultime adversaire.